# CD2
CD2 (T-клеточный поверхностный антиген T11/Leu-5, LFA-2, рецептор к LFA-3) — мембранный белок, молекула межклеточной адгезии, экспрессирована на поверхности T-лимфоцитов и клеток-киллеров (NK). Относится к белкам суперсемейства иммуноглобулинов.

## Функция
CD2 взаимодействует с другими молекулами адгезии, такими как лимфоцитарный функционально-ассоциированный антиген-3  (LFA-3/CD58) у человека или с CD48 у мышей, которые экспрессированы на поверхности других клеток.
Кроме этого, CD2 выполняет роль ко-стимулирующей молекулы на T-лимфоцитах и натуральных киллерах.

## Структура и взаимодействия
CD2 состоит из 327 аминокислот. Содержит единственный трансмембранный фрагмент.  
Молекула CD2 содержит 2 иммуноглобулиновых домена (Ig-подобные домены типа C2 и V) и, таким образом, структурно относится к белкам суперсемейства иммуноглобулинов.
Взаимодействует с белками CD2AP и PSTPIP1.

## См.также
- LFA-1
- LFA-3
- Кластер дифференцировки